# Titus Aninius Sextius Florentinus

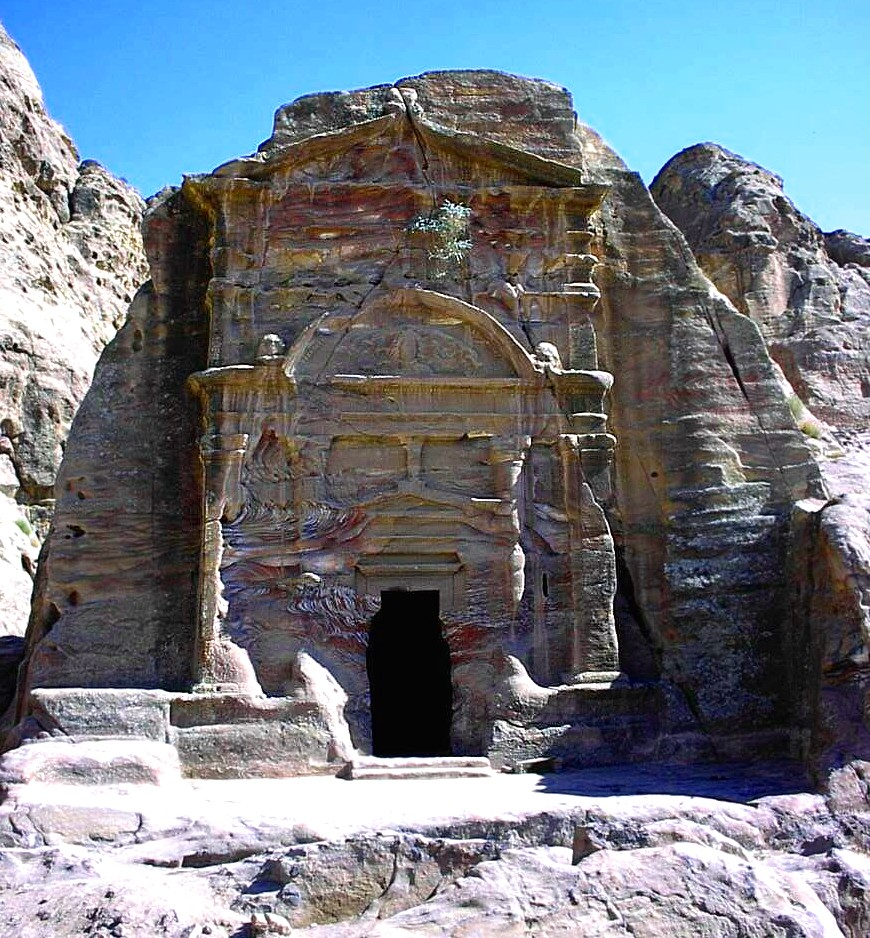
Grób Sextiusa Florentinusa.

Titus Aninius Sextius Florentinus (zm. 128/129 n.e.) był rzymskim senatorem żyjącym na początku II wieku n.e.
Florentinus pochodził z Tribus Papiria. Na jego inskrypcji grobowej są zawarte etapy kariery senatorskiej (cursus honorum). Początkowo był tresvir monetalis, członkiem jednego z kolegiów Vigintisexviri, która zajmowała się kontrolą monet. Potem był trybunem wojskowym (tribunus militum) legionu I Minervia i kwestorem w prowincji Achaja. Następnie był trybunem ludowym w Rzymie a później legatem legionu IX Hispana być może w Brytanii, ale bardziej prawdopodobne że już stacjonującego na kontynencie europejskim, gdzie został przeniesiony ok. 121 n.e. Jego ostatnie dwie funkcje to prokonsul prowincji Gallia Narbonensis i namiestnik cesarski (legatus Augusti pro praetore) prowincji Arabia Petraea.
Tej ostatniej prowincji był zarządcą w 127, a jako że od 130 był nim niejaki Haterius Nepos, zakłada się, że Florentinus zmarł na służbie w Petrze w 128/129. Został pochowany w imponującym grobie.